# Madame Élisabeth de France
Madame Élisabeth de France est un tableau de la peintre française Adélaïde Labille-Guiard, réalisé vers 1787. Il fait partie de la collection du Metropolitan Museum of Art de New York.

## Description
L'œuvre représente Élisabeth de France (1764-1794), dite « Madame Élisabeth », sœur de Louis XVI, qui vécut dans le domaine de Montreuil à Versailles. Le tableau a été présenté en 1787 au Salon de peinture et de sculpture de Paris. 